# Collegio di North East Bedfordshire
North East Bedfordshire è stato un collegio elettorale situato nel Bedfordshire, nell'Est dell'Inghilterra, e rappresentato alla Camera dei comuni del Parlamento del Regno Unito. Eleggeva un membro del parlamento con il sistema first-past-the-post, ossia maggioritario a turno unico; il collegio è stato abolito in occasione della revisione periodica del 2024.

## Estensione
- 1997-2010: i ward del distretto di Mid Bedfordshire di Arlesey, Biggleswade Ivel, Biggleswade Stratton, Blunham, Langford, Northill, Old Warden and Southill, Potton, Sandy All Saints, Sandy St Swithun's, Stotfold e Wensley, e i ward del Borough di Bedford di Bromham, Carlton, Clapham, Eastcotts, Felmersham, Great Barford, Harrold, Oakley, Renhold, Riseley, Roxton e Sharnbrook.
- 2010-2024: i ward del distretto di Mid Bedfordshire di Arlesey, Biggleswade Holme, Biggleswade Ivel, Biggleswade Stratton, Langford and Henlow Village, Northill and Blunham, Potton and Wensley, Sandy Ivel, Sandy Pinnacle e Stotfold, e i ward del Borough di Bedford di Bromham, Carlton, Clapham, Eastcotts, Great Barford, Harrold, Oakley, Riseley, Roxton e Sharnbrook.

## Membri del parlamento
| Elezione | Elezione       | Deputato         | Partito          |
| -------- | -------------- | ---------------- | ---------------- |
|          | 1997           | Nicholas Lyell   | Conservatore     |
| 2001     | Alistair Burt  |                  | Conservatore     |
|          | Alistair Burt  | Set 2019         | Indipendente     |
|          | Alistair Burt  | Ott 2019         | Conservatore     |
| 2019     | Richard Fuller |                  | Conservatore     |
|          | 2024           | Collegio abolito | Collegio abolito |

## Elezioni

### Elezioni negli anni 2010
| Partito                    | Partito                                   | Candidato                  | Risultati 12 dicembre 2019 | Risultati 12 dicembre 2019 |
| Partito                    | Partito                                   | Candidato                  | Voti                       | %                          |
| -------------------------- | ----------------------------------------- | -------------------------- | -------------------------- | -------------------------- |
|                            | Conservatore                              | Richard Fuller             | 38 443                     | 59,13                      |
|                            | Laburista                                 | Julian Vaughan             | 14 160                     | 21,78                      |
|                            | Lib Dem                                   | Daniel Norton              | 7 999                      | 12,30                      |
|                            | Indipendente                              | Adam Zerny                 | 2 525                      | 3,88                       |
|                            | Verdi                                     | Philippa Fleming           | 1 891                      | 2,91                       |
|                            |                                           |                            |                            |                            |
| Iscritti                   | Iscritti                                  | Iscritti                   | 90 679                     | 100,00                     |
| ↳ Votanti (% su iscritti)  | ↳ Votanti (% su iscritti)                 | ↳ Votanti (% su iscritti)  | 65 018                     | 71,70                      |
| ↳ Astenuti (% su iscritti) | ↳ Astenuti (% su iscritti)                | ↳ Astenuti (% su iscritti) | 25 661                     | 28,30                      |
|                            |                                           |                            |                            |                            |
|                            | Esito: collegio confermato a Conservatore |                            |                            |                            |

| Partito                    | Partito                                   | Candidato                  | Risultati 8 giugno 2017 | Risultati 8 giugno 2017 |
| Partito                    | Partito                                   | Candidato                  | Voti                    | %                       |
| -------------------------- | ----------------------------------------- | -------------------------- | ----------------------- | ----------------------- |
|                            | Conservatore                              | Alistair Burt              | 39 139                  | 60,95                   |
|                            | Laburista                                 | Julian Vaughan             | 18 277                  | 28,46                   |
|                            | Lib Dem                                   | Stephen Rutherford         | 3 693                   | 5,75                    |
|                            | UKIP                                      | Duncan Strachan            | 1 896                   | 2,95                    |
|                            | Verdi                                     | Philippa Fleming           | 1 215                   | 1,89                    |
|                            |                                           |                            |                         |                         |
| Iscritti                   | Iscritti                                  | Iscritti                   | 87 018                  | 100,00                  |
| ↳ Votanti (% su iscritti)  | ↳ Votanti (% su iscritti)                 | ↳ Votanti (% su iscritti)  | 64 220                  | 73,80                   |
| ↳ Astenuti (% su iscritti) | ↳ Astenuti (% su iscritti)                | ↳ Astenuti (% su iscritti) | 22 798                  | 26,20                   |
|                            |                                           |                            |                         |                         |
|                            | Esito: collegio confermato a Conservatore |                            |                         |                         |

| Partito                    | Partito                                   | Candidato                  | Risultati 7 maggio 2015 | Risultati 7 maggio 2015 |
| Partito                    | Partito                                   | Candidato                  | Voti                    | %                       |
| -------------------------- | ----------------------------------------- | -------------------------- | ----------------------- | ----------------------- |
|                            | Conservatore                              | Alistair Burt              | 34 891                  | 59,47                   |
|                            | Laburista                                 | Saqhib Ali                 | 9 247                   | 15,76                   |
|                            | UKIP                                      | Adrianne Smyth             | 8 579                   | 14,62                   |
|                            | Lib Dem                                   | Peter Morris               | 3 418                   | 5,83                    |
|                            | Verdi                                     | Mark Bowler                | 2 537                   | 4,32                    |
|                            |                                           |                            |                         |                         |
| Iscritti                   | Iscritti                                  | Iscritti                   | 83 578                  | 100,00                  |
| ↳ Votanti (% su iscritti)  | ↳ Votanti (% su iscritti)                 | ↳ Votanti (% su iscritti)  | 58 672                  | 70,20                   |
| ↳ Astenuti (% su iscritti) | ↳ Astenuti (% su iscritti)                | ↳ Astenuti (% su iscritti) | 24 906                  | 29,80                   |
|                            |                                           |                            |                         |                         |
|                            | Esito: collegio confermato a Conservatore |                            |                         |                         |

| Partito                    | Partito                                   | Candidato                  | Risultati 6 maggio 2010 | Risultati 6 maggio 2010 |
| Partito                    | Partito                                   | Candidato                  | Voti                    | %                       |
| -------------------------- | ----------------------------------------- | -------------------------- | ----------------------- | ----------------------- |
|                            | Conservatore                              | Alistair Burt              | 30 989                  | 55,78                   |
|                            | Lib Dem                                   | Mike Pitt                  | 12 047                  | 21,69                   |
|                            | Laburista                                 | Ed Brown                   | 8 957                   | 16,12                   |
|                            | UKIP                                      | Brian Capell               | 2 294                   | 4,13                    |
|                            | BNP                                       | Ian Seeby                  | 1 265                   | 2,28                    |
|                            |                                           |                            |                         |                         |
| Iscritti                   | Iscritti                                  | Iscritti                   | 78 022                  | 100,00                  |
| ↳ Votanti (% su iscritti)  | ↳ Votanti (% su iscritti)                 | ↳ Votanti (% su iscritti)  | 55 552                  | 71,20                   |
| ↳ Astenuti (% su iscritti) | ↳ Astenuti (% su iscritti)                | ↳ Astenuti (% su iscritti) | 22 470                  | 28,80                   |
|                            |                                           |                            |                         |                         |
|                            | Esito: collegio confermato a Conservatore |                            |                         |                         |

### Elezioni negli anni 2000
| Partito                    | Partito                                   | Candidato                  | Risultati 5 maggio 2005 | Risultati 5 maggio 2005 |
| Partito                    | Partito                                   | Candidato                  | Voti                    | %                       |
| -------------------------- | ----------------------------------------- | -------------------------- | ----------------------- | ----------------------- |
|                            | Conservatore                              | Alistair Burt              | 24 725                  | 49,94                   |
|                            | Laburista                                 | Keith White                | 12 474                  | 25,20                   |
|                            | Lib Dem                                   | Stephen Rutherford         | 10 320                  | 20,85                   |
|                            | UKIP                                      | James May                  | 1 986                   | 4,01                    |
|                            |                                           |                            |                         |                         |
| Iscritti                   | Iscritti                                  | Iscritti                   | 72 801                  | 100,00                  |
| ↳ Votanti (% su iscritti)  | ↳ Votanti (% su iscritti)                 | ↳ Votanti (% su iscritti)  | 49 505                  | 68,00                   |
| ↳ Astenuti (% su iscritti) | ↳ Astenuti (% su iscritti)                | ↳ Astenuti (% su iscritti) | 23 296                  | 32,00                   |
|                            |                                           |                            |                         |                         |
|                            | Esito: collegio confermato a Conservatore |                            |                         |                         |

| Partito                    | Partito                                   | Candidato                  | Risultati 7 giugno 2001 | Risultati 7 giugno 2001 |
| Partito                    | Partito                                   | Candidato                  | Voti                    | %                       |
| -------------------------- | ----------------------------------------- | -------------------------- | ----------------------- | ----------------------- |
|                            | Conservatore                              | Alistair Burt              | 22 586                  | 49,92                   |
|                            | Laburista                                 | Philip Edward Ross         | 14 009                  | 30,96                   |
|                            | Lib Dem                                   | Dan Rogerson               | 7 409                   | 16,37                   |
|                            | UKIP                                      | Rosalind Hill              | 1 242                   | 2,74                    |
|                            |                                           |                            |                         |                         |
| Iscritti                   | Iscritti                                  | Iscritti                   | 69 824                  | 100,00                  |
| ↳ Votanti (% su iscritti)  | ↳ Votanti (% su iscritti)                 | ↳ Votanti (% su iscritti)  | 45 246                  | 64,80                   |
| ↳ Astenuti (% su iscritti) | ↳ Astenuti (% su iscritti)                | ↳ Astenuti (% su iscritti) | 24 578                  | 35,20                   |
|                            |                                           |                            |                         |                         |
|                            | Esito: collegio confermato a Conservatore |                            |                         |                         |

## Risultati dei referendum

### Referendum sulla permanenza del Regno Unito nell'Unione europea del 2016
|             | Collegio                | Lasciare UE % | Rimanere in UE % |
| ----------- | ----------------------- | ------------- | ---------------- |
|             | North East Bedfordshire | 53,2%         | 46,8%            |
| Inghilterra | 53,3%                   | 46,7%         |                  |
| Regno Unito | 51,9%                   | 48,1%         |                  |